# Вја Карлотина (Новара)
Вја Карлотина је насеље у Италији у округу Новара, региону Пијемонт.
Према процени из 2011. у насељу је живело 34 становника. Насеље се налази на надморској висини од 305 м.